# گوست (مارول کامیکس)
گوست (به انگلیسی: Ghost) یک شخصیت خیالی شرور بزرگ در کتاب‌های کامیک منتشر شده توسط مارول کامیکس است. این کاراکتر به وسیلهٔ دیوید میشلینیه و باب لیتون خلق شده و در مرد آهنی شماره‌های ۲۱۹ام (جون ۱۹۸۷) برای اولین بار معرفی شد.
نسخهٔ مؤنث این شخصیت با بازی هانا جان کامن، در فیلم مرد مورچه‌ای و زنبورک (۲۰۱۸) حضور دارد.